# Сретенско-Преображенская церковь (Великий Устюг)
Церковь Сретения Господня Спасо-Преображенского прихода — православный храм в городе Великий Устюг, Вологодской области, построенный в первой половине XVIII века. Церковь Сретения Господня является объектом культурного наследия федерального значения.

## История храма
Здание каменного храма было возведено на месте сгоревшей деревянной церкви, которая полностью уничтожена пожаром в 1715 году. Строительство началось по благословению епископа Великоустюжского и Тотемского Боголепа в 1725 году к юго-востоку от каменной холодной Спасо-Преображенской церкви (ныне собора). Строительные работы были завершены в 1739 году, а 7 августа 1740 года храм был освящён и наречён именем Сретения Господня.
В 1764 году, когда закрылся Спасо-Преображенский монастырь, церковь становится приходской. В наличии было два престола — главный именем Сретения Господня и расположенный в северном приделе наречён именем Казанской иконы Божией Матери. На рубеже XVIII—XIX веков в Сретенской церкви был установлен богато оформленный двухъярусный иконостас.
В сентябре 1928 году Советская власть приняла решение закрыть Сретенскую церковь и передать здание губернскому архиву. Длительное время в помещениях храма находились и хранились архивные документы Великоустюгского центрального архива.
В 1960 году было принято решение поставить храм под названием Сретенско-Преображенского под государственную охрану как памятник истории и культуры федерального значения.

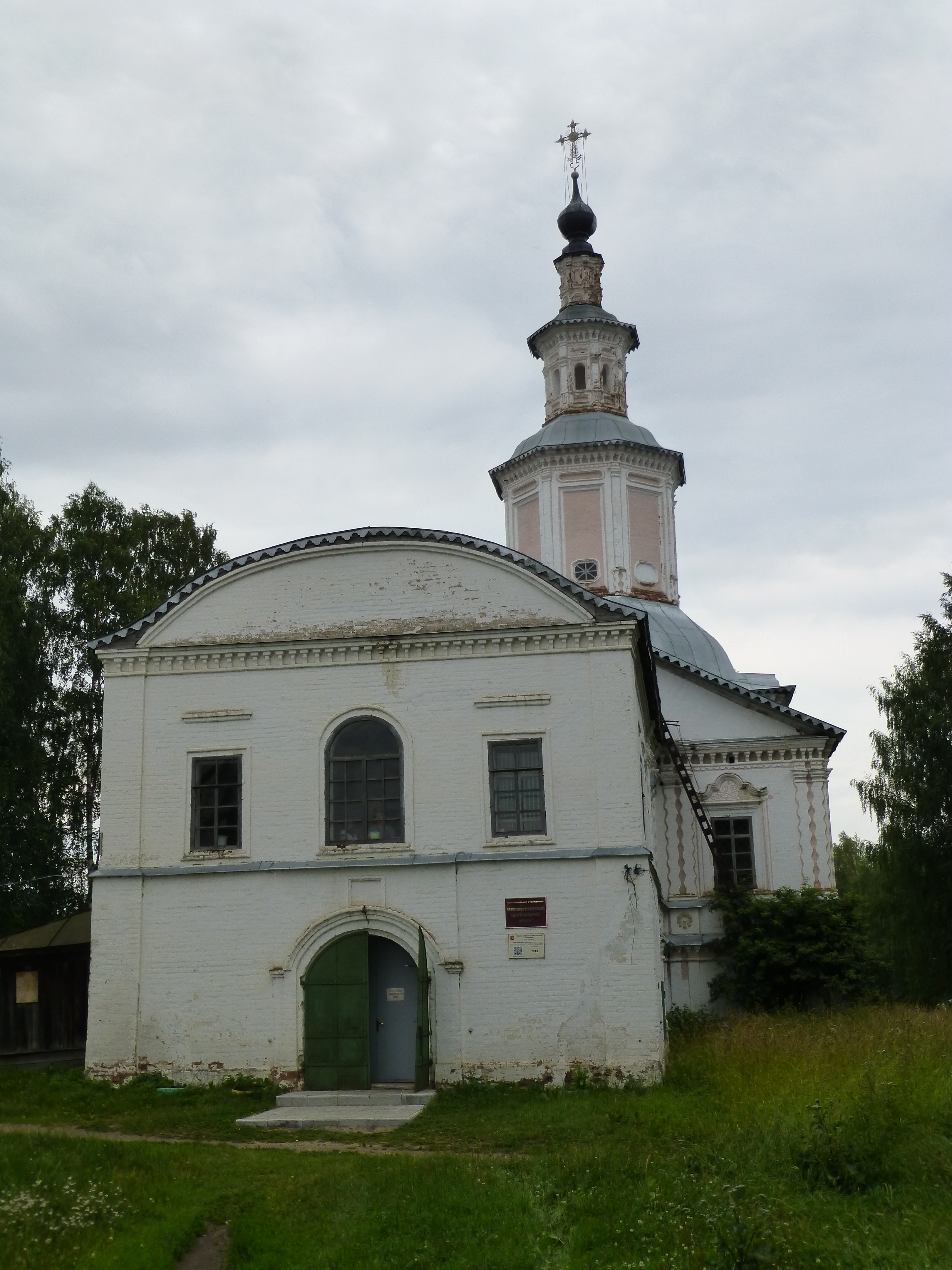
Центральный вход

## Архитектура
Храм Сретенья Господня — одно из ярких и оригинальных сооружений церковного зодчества города Великий Устюг. Строение церкви выглядит как вытянутое по линии восток-запад двухэтажное сооружение. Основной объём храма представляет собой четверик, увенчанный ярусным верхом из трёх уменьшающихся восьмериков. Один из восьмериков был использован в качестве палатки, а второй разместил в себе звонницу. Казанский придел, который расположен в северной части здания, был выделен луковичной главкой на круглом барабане с кованым крестом. На нижнем этаже здания располагались хозяйственные помещения.
Оформление церкви напоминало московскую архитектуру начала XVIII в. Полукруглые фронтоны завершали фасады четверика. В форме «бровок» представлены рамочные наличники. Обращают особое внимание на себя волнистые плоские пилястры, которые перекрыты двускатной кровлей.
На ребрах восьмериков размещены пилястры, базы и капители которых возведены из лекального кирпича. Городчатые карнизы выделяют ярусы. Четверик церкви и восьмерики покрыты восьмискатными куполообразными кровлями. В основании каждой грани барабана имеется кокошник. Круглую главу с гранёной «юбкой» венчает кованый ажурный крест.
Внутри сохранились деревянная лестница на второй этаж и ажурные деревянные двери. В наличии золочёный деревянный ярусный иконостас. В интерьере здания стены расписаны под мрамор. Полы в храме и алтаре из белокаменных плит.
В середине XIX века был возведён притвор с лестницей, а также заложен проём между трапезной и приделом. В 1928 году с церкви были сняты колокола.

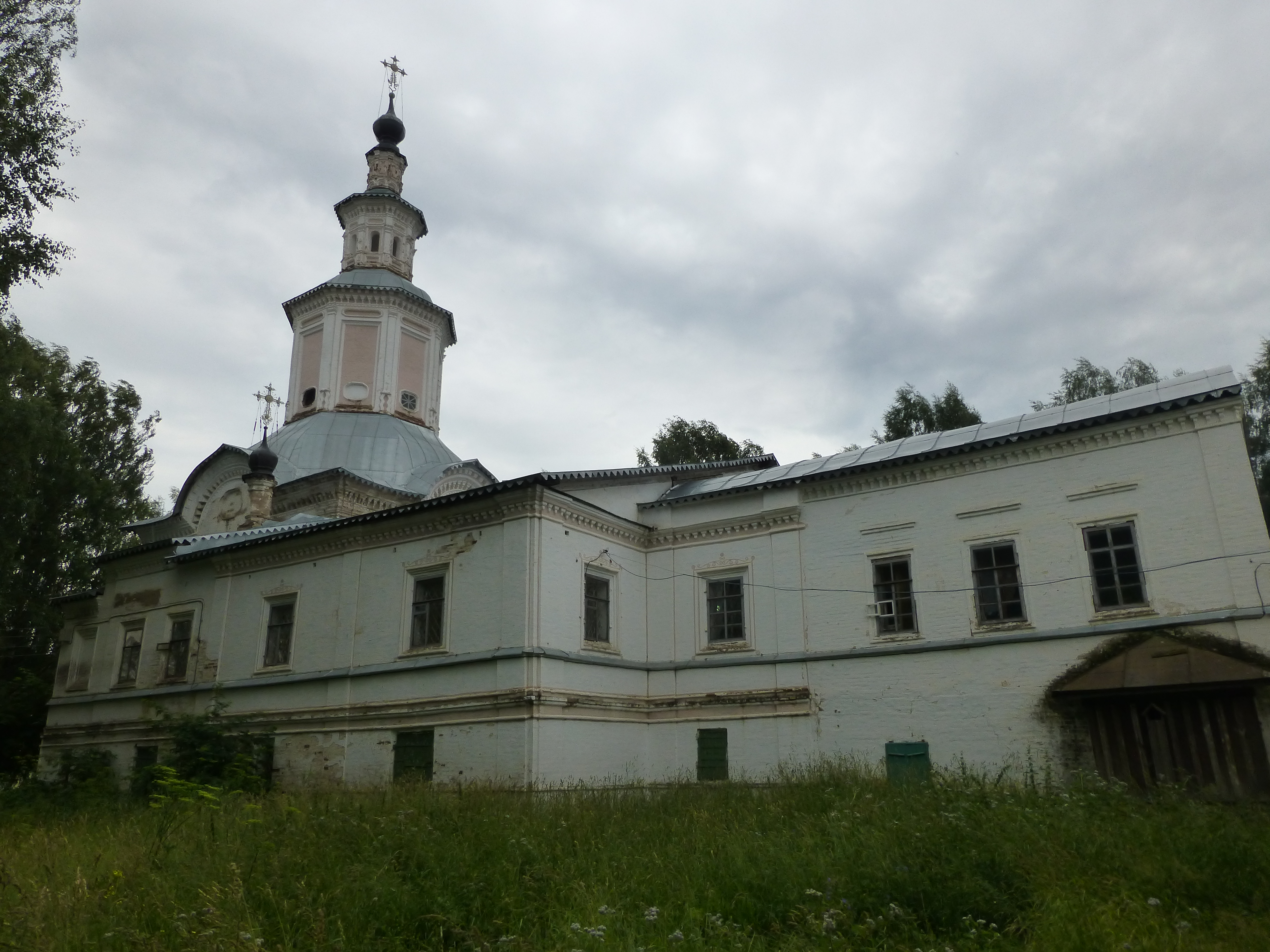
Вид на церковь